# Gouvernement Barre II
Pour les articles homonymes, voir Gouvernement Raymond Barre.
Ve République
Gouvernement Raymond Barre I Gouvernement Raymond Barre III
Le deuxième gouvernement Raymond Barre est le 13e gouvernement de la Ve République française.
Cet article présente la composition du gouvernement français sous le Premier ministre Raymond Barre du 30 mars 1977 au 5 avril 1978, pendant la présidence de Valéry Giscard d'Estaing (1974-1981). Il s’agit du deuxième gouvernement de Raymond Barre.

## Contexte de formation

### Féminisation du gouvernement
Le gouvernement compte cinq femmes ministres : Simone Veil, ministre de la Santé, Alice Saunier-Seïté, ministre aux Universités, Christiane Scrivener, secrétaire d’État à la Consommation, Hélène Missoffe, secrétaire d’État auprès du ministre de la Santé et de la Sécurité sociale et Nicole Pasquier, secrétaire d’État à l'Emploi féminin).

## Composition initiale
Raymond Barre est nommé Premier ministre par un décret du 29 mars 1977, les ministres du gouvernement par un décret en date du 30 mars 1977, et les secrétaires d'État par un décret en date du 1er avril 1977,.

### Premier ministre
| Image | Fonction                                                |  | Nom           | Parti |
| ----- | ------------------------------------------------------- |  | ------------- | ----- |
|       | Premier ministre Ministre de l'Économie et des Finances |  | Raymond Barre | DVD   |

### Ministres
| Image | Fonction                                                   |  | Nom                  | Parti  |
| ----- | ---------------------------------------------------------- |  | -------------------- | ------ |
|       | Garde des Sceaux, Ministre de la Justice                   |  | Alain Peyrefitte     | RPR    |
|       | Ministre des Affaires étrangères                           |  | Louis de Guiringaud  | SE     |
|       | Ministre de l'Intérieur                                    |  | Christian Bonnet     | FNRI   |
|       | Ministre de la Défense                                     |  | Yvon Bourges         | RPR    |
|       | Ministre de la Coopération                                 |  | Robert Galley        | RPR    |
|       | Ministre de la Culture et de l'Environnment                |  | Michel d'Ornano      | FNRI   |
|       | Ministre de l'Équipement et de l'Aménagement du territoire |  | Jean-Pierre Fourcade | FNRI   |
|       | Ministre de l'Éducation nationale                          |  | René Haby            | FNRI   |
|       | Ministre de l'Agriculture                                  |  | Pierre Méhaignerie   | CDS    |
|       | Ministre de l'Industrie, du Commerce et de l'Artisanat     |  | René Monory          | CDS    |
|       | Ministre du Travail                                        |  | Christian Beullac    | DVD    |
|       | Ministre de la Santé et de la Sécurité sociale             |  | Simone Veil          | DVD    |
|       | Ministre du Commerce extérieur                             |  | André Rossi          | CR PRV |

### Ministre délégué
| Image | Fonction                                      | Ministre de rattachement                                 |  | Nom           | Parti |
| ----- | --------------------------------------------- | -------------------------------------------------------- |  | ------------- | ----- |
|       | Ministre délégué à l'Économie et aux Finances | Premier ministre, ministre de l'Économie et des Finances |  | Robert Boulin | RPR   |

### Secrétaires d'État
| Image | Fonction                                                      | Ministre de rattachement                                   |  | Nom                         | Parti |
| ----- | ------------------------------------------------------------- | ---------------------------------------------------------- |  | --------------------------- | ----- |
|       | Secrétaire d’État aux Postes et télécommunications            | -                                                          |  | Norbert Ségard              | DVD   |
|       | Secrétaire d'État aux Anciens combattants                     | -                                                          |  | André Bord                  | RPR   |
|       | Secrétaire d'État aux Universités                             | -                                                          |  | Alice Saunier-Seité         | FNRI  |
|       | Secrétaire d'État à la Jeunesse et aux Sports                 | -                                                          |  | Jean-Pierre Soisson         | FNRI  |
|       | Secrétaire d'État aux Relations avec le parlement             | Premier Ministre                                           |  | Christian Poncelet          | RPR   |
|       | Secrétaire d'État à la Fonction publique                      | Premier Ministre                                           |  | Maurice Ligot               | CNIP  |
|       | Secrétaire d'État à la Recherche                              | Premier Ministre                                           |  | Jacques Sourdille           | RPR   |
|       | Secrétaire d'État                                             | Premier Ministre                                           |  | Jacques Dominati            | FNRI  |
|       | Secrétaire d'État aux Affaires étrangères                     | Ministre des Affaires étrangères                           |  | Pierre-Christian Taittinger | FNRI  |
|       | Secrétaire d'État aux Départements et Territoires d'outre-mer | Ministre de l'Intérieur                                    |  | Olivier Stirn               | PRV   |
|       | Secrétaire d'État aux Collectivités locales                   | Ministre de l'Intérieur                                    |  | Marc Bécam                  | RPR   |
|       | Secrétaire d'État à la Défense                                | Ministre de la Défense                                     |  | Jean-Jacques Beucler        | CDS   |
|       | Secrétaire d'État au Tourisme                                 | Ministre de la Culture et de l'Environnment                |  | Jacques Médecin             | FNRI  |
|       | Secrétaire d'État au Budget                                   | Ministre délégué à L'Économie et aux Finances              |  | Pierre Bernard-Reymond      | CDS   |
|       | Secrétaire d'État à la Consommation                           | Ministre délégué à L'Économie et aux Finances              |  | Christiane Scrivener        | FNRI  |
|       | Secrétaire d'État au Logement                                 | Ministre de l'Équipement et de l'Aménagement du territoire |  | Jacques Barrot              | CDS   |
|       | Secrétaire d'État aux Transports                              | Ministre de l'Équipement et de l'Aménagement du territoire |  | Marcel Cavaillé             | FNRI  |
|       | Secrétaire d'État à l'Aménagement du territoire               | Ministre de l'Équipement et de l'Aménagement du territoire |  | Paul Dijoud                 | FNRI  |
|       | Secrétaire d'État à l'Agriculture                             | Ministre de L'Agriculture                                  |  | Jacques Blanc               | FNRI  |
|       | Secrétaire d'État                                             | Ministre de l'Industrie, du Commerce et de l'Artisanat     |  | Antoine Rufenacht           | RPR   |
|       | Secrétaire d'État                                             | Ministre de l'Industrie, du Commerce et de l'Artisanat     |  | Claude Coulais              | FNRI  |
|       | Secrétaire d'État aux Travailleurs immigrés                   | Ministre du Travail                                        |  | Lionel Stoléru              | PRV   |
|       | Secrétaire d'État au Travail                                  | Ministre du Travail                                        |  | Jacques Legendre            | RPR   |
|       | Secrétaire d'État à l'Action sociale                          | Ministre de la Santé et de la Sécurité sociale             |  | René Lenoir                 | PRV   |
|       | Secrétaire d'État à la Santé                                  | Ministre de la Santé et de la Sécurité sociale             |  | Hélène Missoffe             | RPR   |

## Remaniements

### Remaniement du1erjuin 1977
Jean-Pierre Soisson quitte le gouvernement le 1er juin 1977 pour se consacrer au Parti républicain qui vient d'être créé et dont il est le secrétaire national.

### Nomination du8 juin 1977
Paul Dijoud (FNRI/PR), jusqu'alors secrétaire d'État à l'Aménagement du territoire auprès du ministre de l'Équipement et de l'Aménagement du territoire, est nommé le 8 juin 1977 secrétaire d'État à la Jeunesse et aux Sports (le poste de secrétaire d'État à l'Aménagement du territoire auprès du ministre de l'Équipement et de l'Aménagement du territoire est de fait supprimé).

### Remaniement du26 septembre 1977
Jean-Pierre Fourcade, Christian Poncelet et Pierre-Christian Taittinger, tous trois élus au Sénat, démissionnent ce qui conduit au remaniement du 26 septembre 1977 :
- Fernand Icart (FNRI/PR) entre au gouvernement et est nommé ministre de l'Équipement et de l’Aménagement du territoire en remplacement de Jean-Pierre Fourcade ;
- André Bord (RPR), jusqu'alors secrétaire d'État aux Anciens Combattants, est nommé secrétaire d'État auprès du Premier ministre chargé des Relations avec le Parlement en remplacement de Christian Poncelet ;
- Jean-François Deniau (FNRI/PR) entre au gouvernement et est nommé secrétaire d’État auprès du ministre des Affaires étrangères en remplacement de Pierre-Christian Taittinger ;
- Jean-Jacques Beucler (CDS), jusqu'alors secrétaire d’État auprès du ministre de la Défense, est nommé secrétaire d’État aux Anciens combattants en remplacement d'André Bord (le poste de secrétaire d’État auprès du ministre de la Défense est de fait supprimé).

### Remaniement du 10 janvier 1978
Une promotion et la nomination de deux postes de secrétaires d'État sont à l'origine de ce remaniement :
- Alice Saunier-Seïté, jusqu'alors secrétaire d'État aux Universités, devient ministre des Universités ;
- Monique Pelletier entre au gouvernement comme secrétaire d'État auprès du garde des sceaux, ministre de la Justice ;
- Nicole Pasquier (FNRI/PR) est nommé secrétaire d’État auprès du ministre du Travail chargé de l’Emploi féminin.

## Répartition partisane
| Parti                         | Parti                                              | Premier ministre | Ministres | Ministres délégués | Secrétaires d'État | Total |  |
| ----------------------------- | -------------------------------------------------- | ---------------- | --------- | ------------------ | ------------------ | ----- |  |
| Répartition le 1er avril 1977 | Répartition le 1er avril 1977                      | 1                | 13        | 1                  | 25                 | 40    |  |
|                               | Divers droite                                      | 1                | 2         |                    | 1                  | 4     |  |
|                               | Fédération nationale des républicains indépendants |                  | 4         |                    | 10                 | 14    |  |
|                               | Rassemblement pour la République                   | 3                | 1         | 7                  | 11                 |       |  |
|                               | Centre des démocrates sociaux                      | 2                |           | 3                  | 5                  |       |  |
|                               | Centre républicain                                 | 1                |           |                    | 1                  |       |  |
|                               | Sans étiquette                                     | 1                |           |                    | 1                  |       |  |
|                               | Parti radical valoisien                            |                  |           | 2                  | 2                  |       |  |
|                               | Mouvement des sociaux-libéraux                     |                  |           | 1                  | 1                  |       |  |
|                               | Centre national des indépendants et paysans        |                  |           | 1                  | 1                  |       |  |
|                               |                                                    |                  |           |                    |                    |       |  |
| Répartition le 5 avril 1978   | Répartition le 5 avril 1978                        | 1                | 13        | 1                  | 25                 | 40    |  |
|                               | Divers droite                                      | 1                | 2         |                    | 1                  | 4     |  |
|                               | UDF - Parti républicain                            |                  | 5         |                    | 11                 | 16    |  |
|                               | Rassemblement pour la République                   | 3                | 1         | 6                  | 10                 |       |  |
|                               | UDF - Centre des démocrates sociaux                | 2                |           | 3                  | 5                  |       |  |
|                               | Sans étiquette                                     | 1                |           |                    | 1                  |       |  |
|                               | UDF - Parti radical valoisien                      | 1                |           | 3                  | 4                  |       |  |
|                               | Centre national des indépendants et paysans        |                  |           | 1                  | 1                  |       |  |

## Actions
Raymond Barre lance un plan de restructuration de la sidérurgie française le 20 septembre 1978.
Les résultats de la politique de lutte contre l'inflation de Raymond Barre sont lents à arriver : le taux d’inflation passe de 9,6 % en 1976 à 9,1 % en 1978. 
Cependant, en 1978, à la veille du deuxième choc pétrolier, la balance commerciale française, qui s'était creusée, devient à nouveau positive, dégageant un excédent de 32 milliards de francs.
Le Premier ministre continue sa politique de "pactes pour l'emploi" qui vise à diminuer le chômage des jeunes, à travers le pacte pour l'emploi 1977-1978, mis en place en 1976, qui est suivi de deux autres (1978-1979 et 1979-1980). Adressés aux jeunes entre 16 et 25 ans, puis à partir du deuxième pour les mères seules, ces pactes sont fondés sur une exonération des charges, de la simplification du contrat de travail avec la création de CDD de six mois, et un volet "formation" centré sur l'apprentissage. Le chômage des jeunes n'est pourtant pas enrayé, passant de 7% en 1976 à un peu moins de 10% en 1978.

## Démission
La démission de ce gouvernement est publiée au JO du 1er avril 1978, à la suite des élections législatives de 1978. Raymond Barre est reconduit dans ses fonctions de Premier ministre et forme le gouvernement Raymond Barre 3.